# 王学清
王学清（1914年—1998年），中国人民解放军将领、中国人民解放军开国少将。
曾任空军副军长，后改任东海舰队副司令员。1955年，授予中国人民解放军少将。